# Ernest Fousset
Pour les articles homonymes, voir Fousset.
Ernest Fousset, né le 24 juillet 1830 à Orléans (Loiret) et mort le 31 juillet 1900 à Abrest (Allier), est un homme politique français.

## Biographie
Négociant à Orléans, il juge au tribunal de commerce et adjoint au maire. Il est député du Loiret de 1879 à 1888, d'abord au groupe de l'Union républicaine, puis à la Gauche radicale, soutenant les gouvernements opportunistes. Il est sénateur du Loiret de 1888 à 1900, se spécialisant dans les questions de fiscalité locale.
Il occupe également la fonction de conseiller général du canton d'Orléans-Ouest.

## Sources
- « Ernest Fousset », dans Adolphe Robert et Gaston Cougny, Dictionnaire des parlementaires français, Edgar Bourloton, 1889-1891 [détail de l’édition]